# Psychédélices
Psychédélices là tên của album thứ ba của ca sĩ người Pháp Alizée. Album bắt đầu xuất hiện trên quầy vào 3 tháng 12 năm 2007 bản nhạc số xuất hiện sớm hơn một tuần, vào ngày 26 tháng 11, 2007. Các nhà phát hành album số bao gồm Fnac, Virgin Music France, iTunes và một số khác. Bài hát đầu tiên của album, "Mademoiselle Juliette", xuất hiện lần đầu vào tuần cuối tháng 9. Đoạn video "Mademoiselle Juliette" đã xuất hiện trên MSN France vào 16 tháng 11 năm 2007.

Alizée cộng tác với Bertrand Burgalat, Daniel Darc, Oxmo Puccino, Jérémy Châtelain, Michel-Yves Kochmann, và Jean Fauque để thực hiện album này.

## Bảng xếp hạng
| Quốc gia                                  | Vị trí |
| ----------------------------------------- | ------ |
| Mexican Top 100 Albums Chart              | 10     |
| Mexican International Top 20 Albums Chart | 1      |
| French Download Chart                     | 7      |
| French Top 200 Albums Chart               | 16     |
| Swiss Top 100 Albums Chart                | 99     |
| Belgium (Wallonia) Ultra Top 50 Albums    | 50     |

| Bản chuẩn            | Chứng chỉ     | Thuế      |
| -------------------- | ------------- | --------- |
| Mexico AMPROFON      | Platinum      | 100,000   |
| Mexican Tour Edition | Certification | Shipments |
| Mexico AMPROFON      | Gold          | 50,000    |

## Danh sách các track

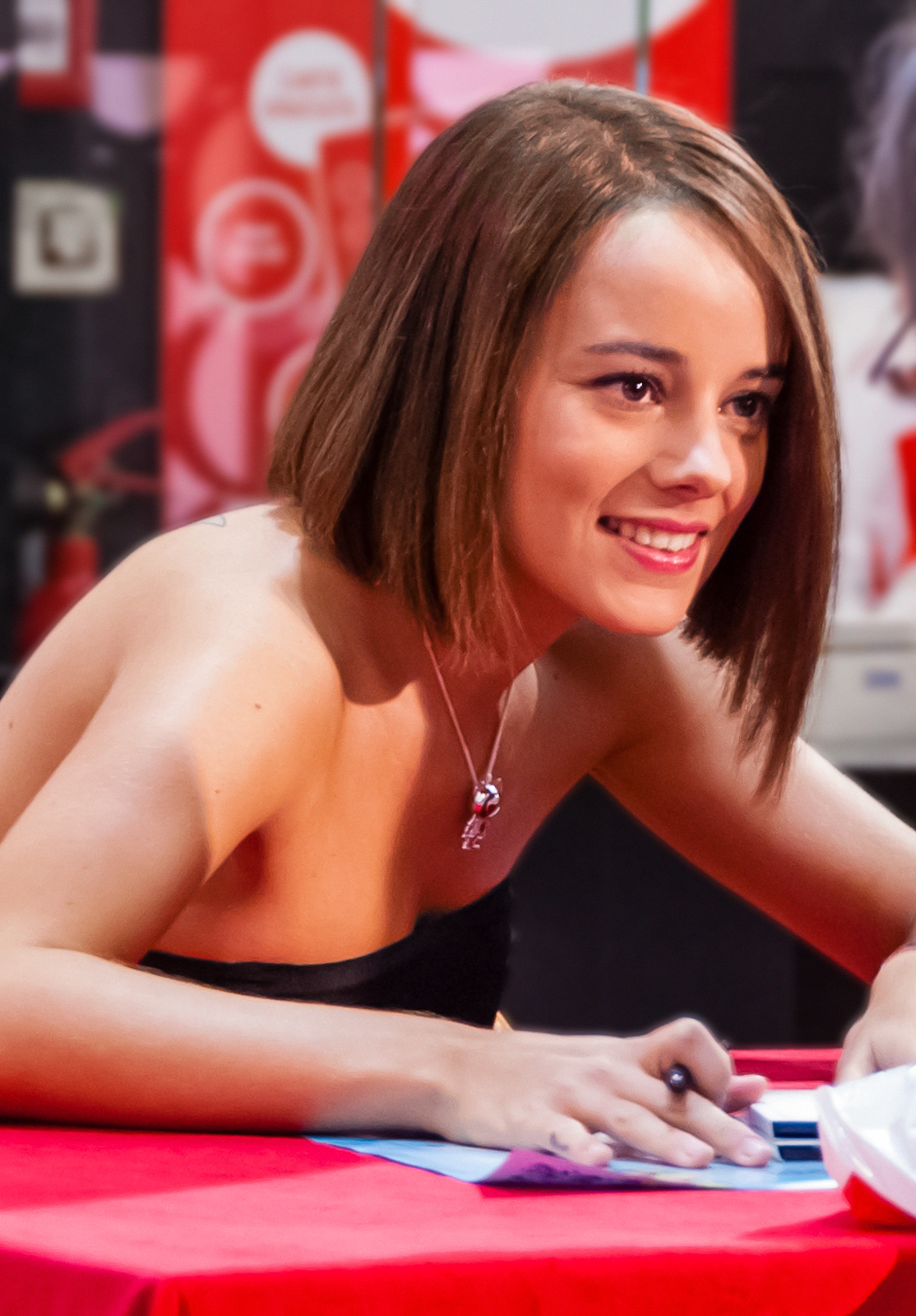
Alizée trong một buổi quảng bá Psychédélices.

1. "Mademoiselle Juliette" - 3:21
2. "Fifty-Sixty" - 3:44
3. "Mon taxi driver" - 3:08
4. "Jamais plus" - 3:24
5. "Psychédélices" - 4:31
6. "Décollage" - 3:55
7. "Par les paupières" - 4:32
8. "Lilly town" - 4:00
9. "Lonely list" - 3:55
10. "Idéaliser" - 3:55
11. "L’effet" - 3:43

## Mexican Tour Edition
CD:
1. "Mademoiselle Juliette" - 3:21
2. "Fifty-Sixty" - 3:44
3. "Mon taxi driver" - 3:08
4. "Jamais plus" - 3:24
5. "Psychédélices" - 4:31
6. "Décollage" - 3:55
7. "Par les paupières" - 4:32
8. "Lilly town" - 4:00
9. "Lonely list" - 3:55
10. "Idéaliser" - 3:55
11. "L’effet" - 3:43
12. "La Isla Bonita" - 3:43
13. "Fifty-Sixty" [Rolf Honey Remix] - 3:28
14. "Mademoiselle Juliette" [Datsu Remix] - 3:28
15. "Fifty-Sixty" [Edana Remix] - 3:26

DVD:
1. "Mademoiselle Juliette" [Music Video]
2. "Fifty Sixty" La Trilogie [3 music videos: the original video and two remix videos]
3. "Alizée en México"

## Lịch sử phát hành
| Vùng    | Ngày             | Hãng phát hànhl | Format                |
| ------- | ---------------- | --------------- | --------------------- |
| Pháp    | 23 tháng 11 2007 | Sony BMG        | Tải xuống kỹ thuật số |
| México  | 23 tháng 11 2007 | Sony BMG        | CD                    |
| Pháp    | 3 tháng 12 2007  | Sony BMG        | CD                    |
| Pháp    | 3 tháng 12 2007  | Sony BMG        | CD/DVD                |
| Pháp    | 3 tháng 12 2007  | Sony BMG        | Vinyl                 |
| Thụy Sĩ | 3 tháng 12 2007  | Sony BMG        | CD                    |
| Bỉ      | 3 tháng 12 2007  | Sony BMG        | CD                    |
| Đức     | 8 tháng 2 2008   | Sony BMG        | CD                    |
| Mexico  | 25 June 2008     | Sony BMG        | CD/DVD                |

## Tour thế giới
| Ngày                | Thành phố        | Quốc gia | Địa điểm                    |
| ------------------- | ---------------- | -------- | --------------------------- |
| 18 tháng 5 2008     | Moskva           | Nga      | Operetta Theatre            |
| 17 tháng 6 2008     | Thành phố Mexico | México   | Auditorio Nacional          |
| 18 tháng 6 2008     | Thành phố Mexico | México   | Auditorio Nacional          |
| 20 tháng 6 2008     | Guadalajara      | México   | Auditorio Telmex            |
| 21 tháng 6 2008     | Puebla           | México   | Complejo Cultural Siglo XXI |
| 25 tháng 6 2008     | Monterrey        | México   | Arena Monterrey             |
| 28 tháng 3 năm 2009 | Paris            | Pháp     | Le Grand Rex                |

## Dẫn chứng
1. 1 2  (tiếng Pháp) “Alizée: fin des rumeurs sur cette "Mademoiselle Juliette" & ces "Psychédélices"”. Musique Radio. 11 tháng 9 năm 2007. Truy cập ngày 12 tháng 9 năm 2007.
2. ↑  (tiếng Pháp) “Alizée commence bien ses "Psychédélices"”. Comfm. 12 tháng 10 năm 2007. Bản gốc lưu trữ ngày 13 tháng 10 năm 2007. Truy cập ngày 13 tháng 10 năm 2007.
3. ↑  (tiếng Pháp) “MSN Divertissements - Alizee”. Microsoft France. 16 tháng 11 năm 2007. Bản gốc lưu trữ ngày 2 tháng 10 năm 2012. Truy cập ngày 16 tháng 11 năm 2007.
4. ↑  “Forum entries of "Clip Mademoiselle Juliette" at an Alizee fanpage”. tr. 6. Bản gốc lưu trữ ngày 2 tháng 10 năm 2012. Truy cập ngày 16 tháng 11 năm 2007. ouiii... It's on the net! by user RMJ on 2007-11-16 at 08:32 pm
5. ↑  “Mexico Top 100 Album Chart 30th December 2007” (PDF). Bản gốc (PDF) lưu trữ ngày 2 tháng 12 năm 2007. Truy cập ngày 11 tháng 12 năm 2008.
6. ↑  “Mexico Top 100 Album Chart 9th January 2008” (PDF). Bản gốc (PDF) lưu trữ ngày 22 tháng 7 năm 2010. Truy cập ngày 11 tháng 12 năm 2008.
7. ↑  “Top french albums 02.12-08.12”. Bản gốc lưu trữ ngày 23 tháng 7 năm 2008. Truy cập ngày 11 tháng 12 năm 2008.
8. ↑  Switzerland Top 100 Albums- 16.12.07
9. ↑  Wallonia Ultra Top 50 Albums(week of 22.12.07
10. ↑  “Top100”. Bản gốc lưu trữ ngày 25 tháng 2 năm 2012. Truy cập ngày 11 tháng 12 năm 2008.
11. ↑  “Certificaciones”. Bản gốc lưu trữ ngày 6 tháng 11 năm 2014. Truy cập ngày 11 tháng 12 năm 2008.
12. ↑  “"Psychédélices" Mexican release information”. Bản gốc lưu trữ ngày 2 tháng 7 năm 2008. Truy cập ngày 11 tháng 12 năm 2008.
13. ↑  "Psychédélices" Frence release information/
14. ↑  "Psychédélices - Edition limitée" French release information
15. ↑  "Psychédélices" Swiss release information
16. ↑  "Psychédélices" Belgian release information
17. ↑  "Psychédélices" German release information
18. ↑  “"Psychédélices - Mexican Tour Edition" release information”. Bản gốc lưu trữ ngày 29 tháng 6 năm 2008. Truy cập ngày 11 tháng 12 năm 2008.